# Izet Nanić
Izet Nanić (4 octobre 1965 - 5 août 1995) était un commandant de brigade bosniaque de l'Armée de la république de Bosnie-Herzégovine pendant la guerre d'indépendance de Bosnie.

## Famille
Musulman bosniaque, Izet Nanić est né d'Ibrahim Nanić (1939-2000) et de Rasima (née en 1945) dans la ville de Bužim,il est le deuxième d'une famille de sept enfants.
Il était marié à Safija Remetić, originaire de Varoška Rijeka. Ensemble, ils ont eu trois enfants : une fille et deux fils.

## Carrière
Nanić a terminé le lycée militaire yougoslave en 1984 à Zagreb, puis est allé à Belgrade après avoir été accepté à l'académie militaire de cette ville. Après avoir passé deux ans à l'académie militaire, il est parti à Sarajevo pendant un an. Il retourne ensuite à Zagreb en 1987 où il termine sa formation à l'académie militaire.
Jusqu'en janvier 1991, Nanić était officier de l'Armée populaire yougoslave, lorsqu'il retourna chez lui à Bužim en raison d'une jambe cassée. Il était lieutenant de l'armée de l'air yougoslave et de la défense antiaérienne à Kragujevac, en Serbie. 

## Guerre de Bosnie
Au début de la guerre de Bosnie, il rejoint l'armée de la République de Bosnie-Herzégovine. Son frère cadet Nevzet a été tué près de Bosanska Krupa le 30 juin 1992, quelques mois après le début de la guerre en Bosnie. 
Au début, Nanić était impliqué dans la formation et la constitution de nouvelles unités, mais après la mort de son frère, il est devenu le commandant de la 505e brigade du 5e corps dirigée par le général de brigade Atif Dudaković. Il a dirigé le commandement depuis sa création en 1992 jusqu'à sa mort. 
Izet Nanić a été tué lors de l’opération Tempête, le 5 août 1995, seulement quatre mois avant l’accord de Dayton qui mit fin à la guerre de Bosnie. Sa mort suscita une grande confusion parmi certains Bosniaques, qui trouvèrent les circonstances de son décès étranges. Plusieurs d’entre eux estiment qu’il aurait été éliminé par ses propres soldats.

## Héritage

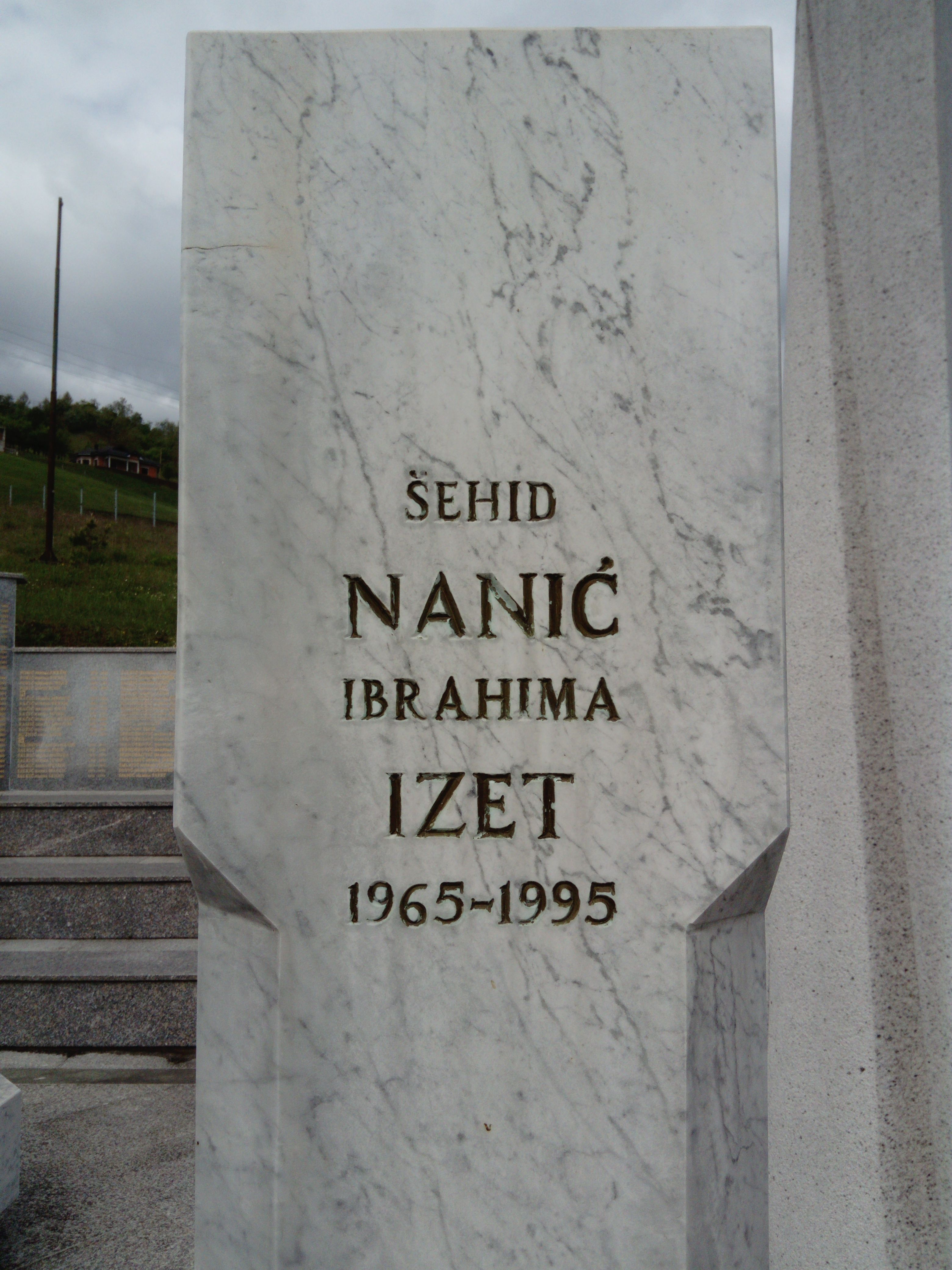
Tombe d'Izet Nanić

Les Bosniaques voient Nanić comme un commandant légendaire, alors que sa brigade a libéré et placé sous contrôle bosniaque plusieurs villes et villages, dont Velika Kladuša dans l'opération Tigre et Sanski Most, Bosanska Krupa, Bosanski Petrovac et Ključ dans l'opération Sana. En 1994, Nanić a reçu l'Ordre du Lys d'or et en 1998, à titre posthume, l'Ordre du Héros de la guerre de libération, ce dernier étant le titre honorifique le plus élevé décerné par l'armée de la République de Bosnie-Herzégovine.
Dans le quartier Hrasnica de Sarajevo, dans la municipalité d'Ilidža, se trouve la rue "Générale Izet Nanić" (Bosniaque : Ulica Generala Izeta Nanića   ), situé juste en dessous du mont Igman, un clin d'œil à son nom de code « Igman ». Des rues similaires portant son nom se trouvent dans sa ville natale de Bužim, près du mausolée partagé avec son frère, à Cazin, et à Bosanska Krupa. De plus, une rue de Ključ (Bosniaque : Ulica Izeta Nanića), n'a pas le préfixe « général ».

## Réferences
1. ↑  « Rasima Nanić, majka šehida Nevzeta i generala Izeta », Preporod, 29 juillet 2017 (consulté le 22 août 2019)
2. 1 2  « Memorijalni centar Sarajevo - Heroj Izet Nanić », Memorijalni centar Sarajevo (consulté le 29 novembre 2016)
3. ↑  « Izet Nanić, vitez iz Bužima: Antologijski snimak otkriva svu njegovu veličinu », Dnevni avaz, 4 août 2019 (consulté le 22 août 2019)
4. ↑  « Sjećanje na istinskog heroja: Na današnji dan 1992. godine poginuo je Nevzet Nanić », Cazin, 30 juin 2018 (consulté le 22 août 2019)
5. ↑  « Heroj BiH: 22 godine od pogibije generala Izeta Nanića », Source, 5 août 2017 (consulté le 22 août 2019)
6. ↑  (en-US) Wakchoi, « Who was Izet Nanić? » [archive du 17 décembre 2021], The Cyber Bedouin, 16 décembre 2021 (consulté le 10 janvier 2022)
7. ↑  Anthony Loyd, My War Gone By, I Miss It So, Penguin (Non-Classics), 1er février 2001 (ISBN 0-14-029854-1, lire en ligne )
8. ↑  « Birthday of the Hero (In Bosnian) », stav.ba, STAV (consulté le 20 février 2020)